# 赵嘉鸣
赵嘉鸣（1972年10月—），男，汉族，江苏南通人，中华人民共和国政治人物，曾被公派至朝鲜金日成综合大学留学，後任人民日报社副总编辑以及驻朝鲜记者站首席记者。现任中共上海市委常委、宣传部部长。